# Club Sport Herediano
O Club Sport Herediano é uma das maiores e mais tradicionais equipes de futebol da Costa Rica. Sua sede fica na cidade de Heredia situado na Avenida 2, Calles 14 y 16 e junto com o Saprissa, Alajuelense e Cartaginés são os chamados "equipes grandes" do futebol costarriquenho.
É a segunda equipe mais vencedora da Primeira Divisão ao lado do rival Alajuelense, ambos com 30 conquistas cada, sendo a primeira equipe da Costa Rica a superar a quantidade de 20 títulos. Também foi o primeiro time a vencer a primeira divisão nacional.

## Títulos
| CONTINENTAIS | CONTINENTAIS              | CONTINENTAIS | CONTINENTAIS |
|              | Competição                | Títulos      | Temporadas |
| ------------ | ------------------------- | ------------ | --- |
|              | Liga da CONCACAF          | 1            | 2018 |
| NACIONAIS    |                           |              | |
|              | Competição                | Títulos      | Temporadas |
| Costa Rica   | Campeonato Costarriquenho | 30           | 1921, 1922, 1924, 1927, 1930, 1931, 1932, 1933, 1935, 1937, 1947, 1948, 1951, 1955, 1961, 1978, 1979, 1981, 1985, 1987, 1993, 2012-V, 2013-V, 2015-V, 2016-V, 2017-V, 2018-A, 2019-A, 2021-A, 2024-A e 2025-A |

## Campanhas de Destaque
- Vice-Campeonato da Primera División de Costa Rica: 25 vezes (1925, 1939, 1944, 1946, 1953, 1960, 1974, 1980, 1988, 2000/01, 2003/04, 2007/08 (Apertura), 2008/09 (Clausura), 2010 (Inverno), 2011 (Inverno) e 2012 (Inverno), 2013 (Invierno), 2014 (Invierno), 2016 (Invierno), 2017 (Apertura), 2018 (Verano), 2020 (Apertura), 2021 (Clausura), 2022 (Apertura), 2023 (Apertura)

## Jogadores Importantes
- Jafet Soto
- Mauricio Wright
- Leonardo González
- Paulo Wanchope

## Histórico de Treinadores
| - Joaquín Gutiérrez (1921–22) - Eladio Rosabal (1924–27) - Braulio Morales (1930) - Eladio Rosabal (1931) - Braulio Morales (1932) - Gilberto Arguedas (1933) - Milton Valverde (1937) - Aníbal Varela (19??) - Rafael Herrera (1943–44) - Ismael Quesada (1947–48), (1951), (1955) - Santiago Bonilla (1955) - Francisco Sánchez (19??) - Fernando Bonilla (19??) - Maximiliano Villalobos (19??) - Oscar Bejarano (19??) - Manrique Quesada (19??) - Eduardo Toba Muiño (1961) - Mario Murillo (1962–63) - Carlos Farrez (1964) - Eduardo Viso Abella (1965) - Alfredo Piedra (1966) - Domingo Borja (1967) - José Meza (1968) - Ramón Soto (19??) - Hugo Tassara (1969) - Hernán Alvarado (1970) | - Edgar Quesada (1971) - Antonio Moyano (1972–73) - Orlando de León (1974) - Odir Jacques (1978) - Marvin Rodríguez (1979–80) - Odir Jacques (1981–82) - Antonio Moyano (1984) - Odir Jacques (1985–86) - Antonio Moyano (1987–89) - Orlando de León (1990–91) - Josef Bouska (1991) - Juan Luis Hernández (1992–93) - Rolando Villalobos (1993–94) - Carlos Miloc (1994–95) - Álvaro Grant (1994–95) - Gustavo Merino (1995–96) - Alexandre Guimarães (1996–97) - Henry Duarte (1997–98) - Odir Jacques (1997–98) - Carlos Oria (1998–99) - Fernando Sosa (1999–00) - Orlando de León (July 1, 1999 – March 28, 2000) - Zlatko Petričević (March 29, 2000 – June 30, 2000) - Carlos Linaris (2000–01) - Odir Jacques (2001) - Roger Flores (2001–02) | - Carlos Watson (2001–02) - Ramón Vecinos (2002–03) - Ildo Maneiro (July 1, 2003 – Dec 31, 2003) - Enrique Rodriguez (2004) - Ronald Mora (Jan 1, 2004 – June 30, 2005) - Guillerme Farinha (July 1, 2005 – Dec 31, 2005) - Carlos Watson (Jan 1, 2006 – Dec 31, 2006) - Javier Delgado (Jan 1, 2007 – March 31, 2008) - Paulo Wanchope (April 1, 2008 – June 30, 2009) - Rónald Mora (July 1, 2009 – July 31, 2009) - Kenneth Paniagua (interim) (Aug 1, 2009 – Aug 8, 2009) - Salvador Ragusa (Aug 9, 2009 – Dec 31, 2009) - Luis Diego Arnaez (Jan 1, 2010 – March 8, 2010) - Orlando de León (March 8, 2010 – Dec 31, 2010) - Alejandro Giuntini (Jan 1, 2011 – Sept 5, 2011) - Jafet Soto (Sept 5, 2011 – March 26, 2012) - Odir Jacques (March 26, 2012 – Aug 25, 2012) - Claudio Jara (Aug 25, 2012 – Dec 31, 2012) - Mauricio Solís (Jan 3, 2013 – Feb 18, 2013) - Marvin Solano (Feb 19, 2013 – March 28, 2014) - Eduardo Méndez (March 28, 2014 – Aug 29, 2014) - Jafet Soto (Aug 29, 2014 – Dec 14) - Mauricio Wright (Dec 2014 – April 28, 2015) - Odir Jacques (April 28, 2015–15) - Hernán Medford (2016–) |